# بورجا استپا
بورجا استپا (انگلیسی: Borja Estepa؛ زادهٔ ۲۴ مهٔ ۱۹۹۹) بازیکن فوتبال اهل اسپانیا است.